# 赫纳罗·阿尔韦托·奥利维里
赫纳罗·阿尔韦托·奥利维里（Genaro Alberto Olivieri，1998年8月4日—），阿根廷男子网球运动员。
奥利维里在ITF男子巡回赛上有3个单打和4个单打冠军。在ATP挑战赛上有1个单打冠军。

## 个人生活
奥利维里在6岁的时候开始打网球，同时也在练习足球，他是阿根廷足球俱乐部博卡青年队的粉丝。

## 职业生涯

### 2022-2023: 大满贯第三轮
2023年法国网球公开赛是世界排名231位的奥利维里首次参加大满贯冠军，他通过资格赛打入了正赛，他在连续击败外卡选手乔瓦尼·姆佩奇·佩里卡尔和资格赛选手安德烈亚·瓦瓦索里后首次打入大满贯第三轮，接下来输给了赛会6号种子霍尔格·鲁内。这是他在大满贯的最好成绩，此前他在大满贯的成绩全部止步于资格赛。